# تبسه
تبسه (به عربی: تبسة) شهری در استان تبسه واقع در کشور الجزایر است که در سال ۱۹۹۸ میلادی ۱۵۳٫۲۴۶ نفر جمعیت داشته و جمعیت آن در سال ۲۰۰۵ میلادی به ۲۰۳٫۹۲۲ نفر رسیده‌است.